# Yūya Satō
Yūya Satō (japanisch 佐藤 優也 Satō Yūya; * 10. Februar 1986 in der Präfektur Chiba) ist ein japanischer Fußballspieler.

## Karriere
Satō erlernte das Fußballspielen in der Schulmannschaft der Funabashi High School. Seinen ersten Vertrag unterschrieb er 2004 bei den Ventforet Kofu. Der Verein aus Kōfu spielte in der zweiten japanischen Liga, der J2 League. Am Ende der Saison 2005 stieg der Verein in die erste Liga auf. Für den Verein absolvierte er fünf Ligaspiele. Im Juli 2006 wechselte er bis Saisonende auf Leihbasis zum Zweitligisten Consadole Sapporo. Nach der Ausleihe wurde er von Sapporo fest unter Vertrag genommen. 2007 wurde er mit dem Verein Meister der zweiten Liga und stieg in die erste Liga auf. Nach einer Saison musste er mit Sapporo Ende 2008 wieder den Weg in die zweite Liga antreten. Für den Verein absolvierte er insgesamt 30 Ligaspiele. 2011 wechselte er nach Kitakyūshū zum Ligakonkurrenten Giravanz Kitakyushu. Für den Verein absolvierte er 79 Ligaspiele. 2013 unterschrieb er einen Vertrag beim Ligakonkurrenten Tokyo Verdy. Für Verdy absolvierte er 117 Ligaspiele. 2016 wechselte er zum ebenfalls in der zweiten Liga spielenden JEF United Chiba. Für den Verein aus Ichihara stand er 110-mal in der zweiten Liga auf dem Spielfeld. Roasso Kumamoto, ein Drittligist, der in der Präfektur Kumamoto beheimatet ist, nahm ihn im Januar 2021 unter Vertrag. 2021 feierte er mit Kumamoto die Meisterschaft der dritten Liga und den Aufstieg in die zweite Liga.

## Erfolge
Consadole Sapporo
- Japanischer Zweitligameister: 2007  ▲

Roasso Kumamoto
- Japanischer Drittligameister: 2021  ▲